# Дворец принца Александра Ольденбургского
Замок (дворец) принца Александра Ольденбургского (груз. ოლდენბურგის პრინც ალექსანდრეს სასახლე) — дворец в стиле модерн,  расположенный на горе в Старой Гагре, на склоне горы Сигналка. Рядом протекает река Жоэквара.

## Строительство
Замок был построен в 1898–1902 годах по проекту архитектора Григория Ипполитовича  Люцедарского. 
Существует версия про достройку здания местным подрядчиком Яхье Керболая Аббасе. Миф утверждает, что при закладке фундамент два раза давал трещину,  и тогда пригласили местного подрядчика , который и построил дворец на горе по столичным чертежам. 
Замок строился поэтапно. Сначала был построен сам дворец с круглым панорамным окном в кабинете принца, трубой и ажурным деревянным завитком. Потом появилась пристроенная гостиничная часть для членов королевской крови и представителей высшей знати Российской Империи.
В январе 1903 года его владелец принц Александр Ольденбургский в только что открытом ресторане "Гагрипш" объявил о создании климатической станции Гагра.

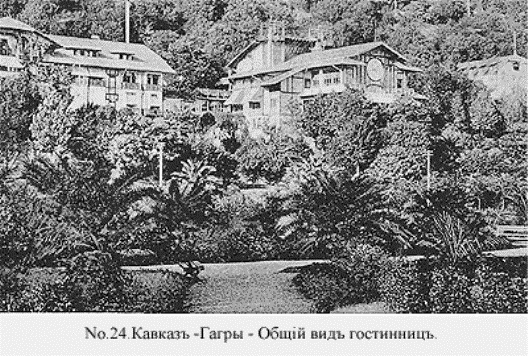

## История
На территории существовали два маяка, освещавшие путь подходящим судам и яхтам. Въезд во двор замка был очень узким, поэтому автомобилю "Мерседес", на котором ездил принц, негде было развернуться во дворе, вследствие чего перед порогом был придуман деревянный разворотный круг.
В 1906 году появился флигель с башней, о предназначении которой историки и краеведы спорят до сих пор: то ли это обзорная башня, то ли башня сокольничего. .
В феврале 1917 года принц Ольденбургский покинул Россию, его имущество национализировали и во дворце сделали санаторий для нервных больных. Исаак Бабель и Дмитрий Фурманов описывали его в своих очерках как место, пребывающее в запустении и начинающее только возрождаться.  

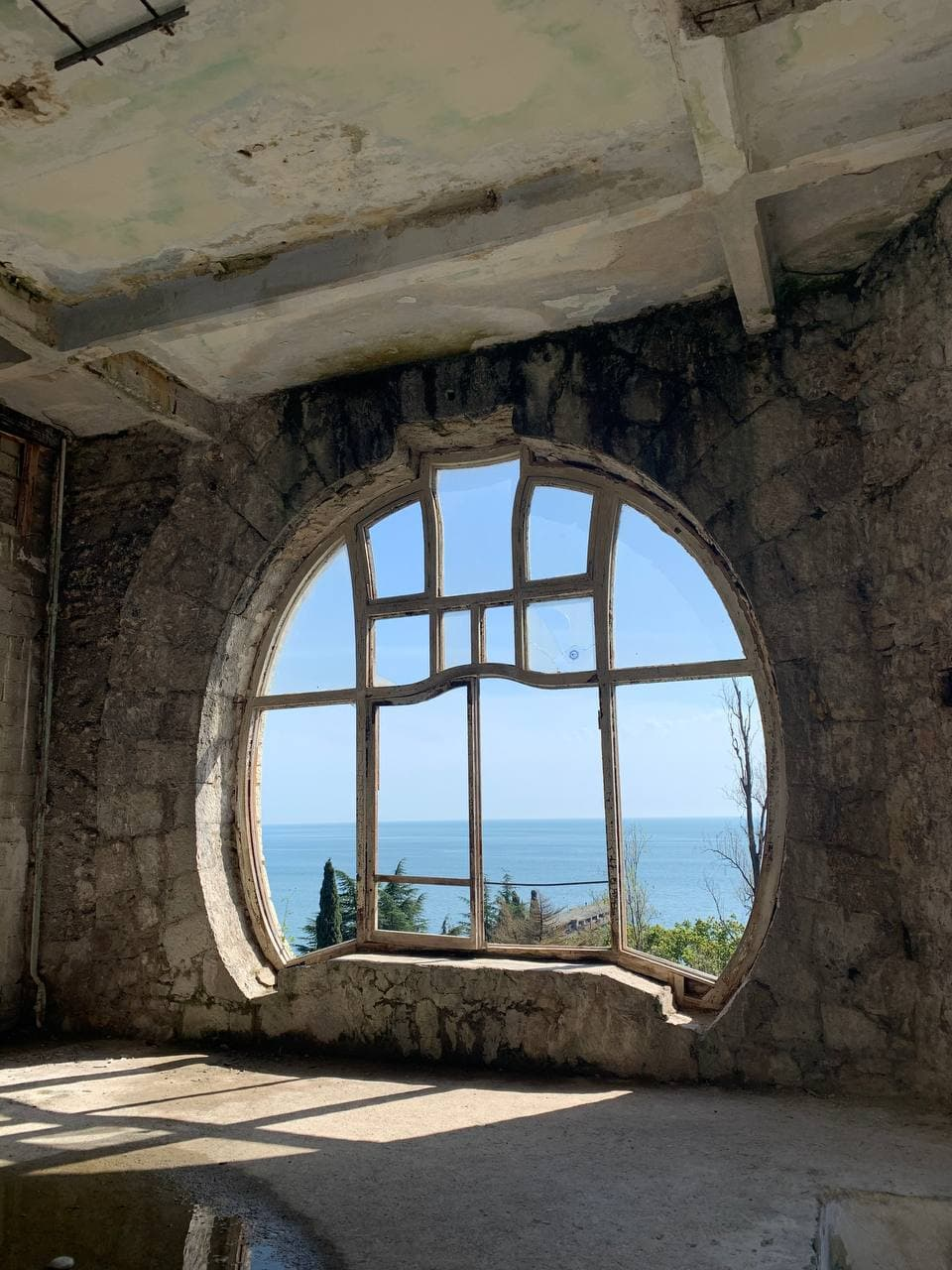

В  советское время действовал санаторий имени И.В. Сталина, а затем элитный пансионат «Чайка». 
В начале 2000-х замок сильно пострадал от пожара.
В ходе грузино-абхазского конфликта 1992–1993 годов замок серьезно пострадал. 
В 2013 году замок  посетил внучатый племянник принца Ольденбургского Гуно герцог фон Ольденбург с супругой. Прием был устроен в отреставрированном на тот момент флигеле. 
Ставился вопрос о том, чтобы внести дворец в список памятников Всемирного наследия ЮНЕСКО.

## Реставрация
"Дворец сдан в аренду в 2010 году юридическому лицу на сорок девять лет, — рассказывает главный специалист департамента охраны историко-культурного наследия Абхазии Инал Джопуа. — Кто стоит за этой фирмой мы сейчас выясняем. Пять лет назад начинались работы по замене кровельных перекрытий. Они не были согласованы с нами". 

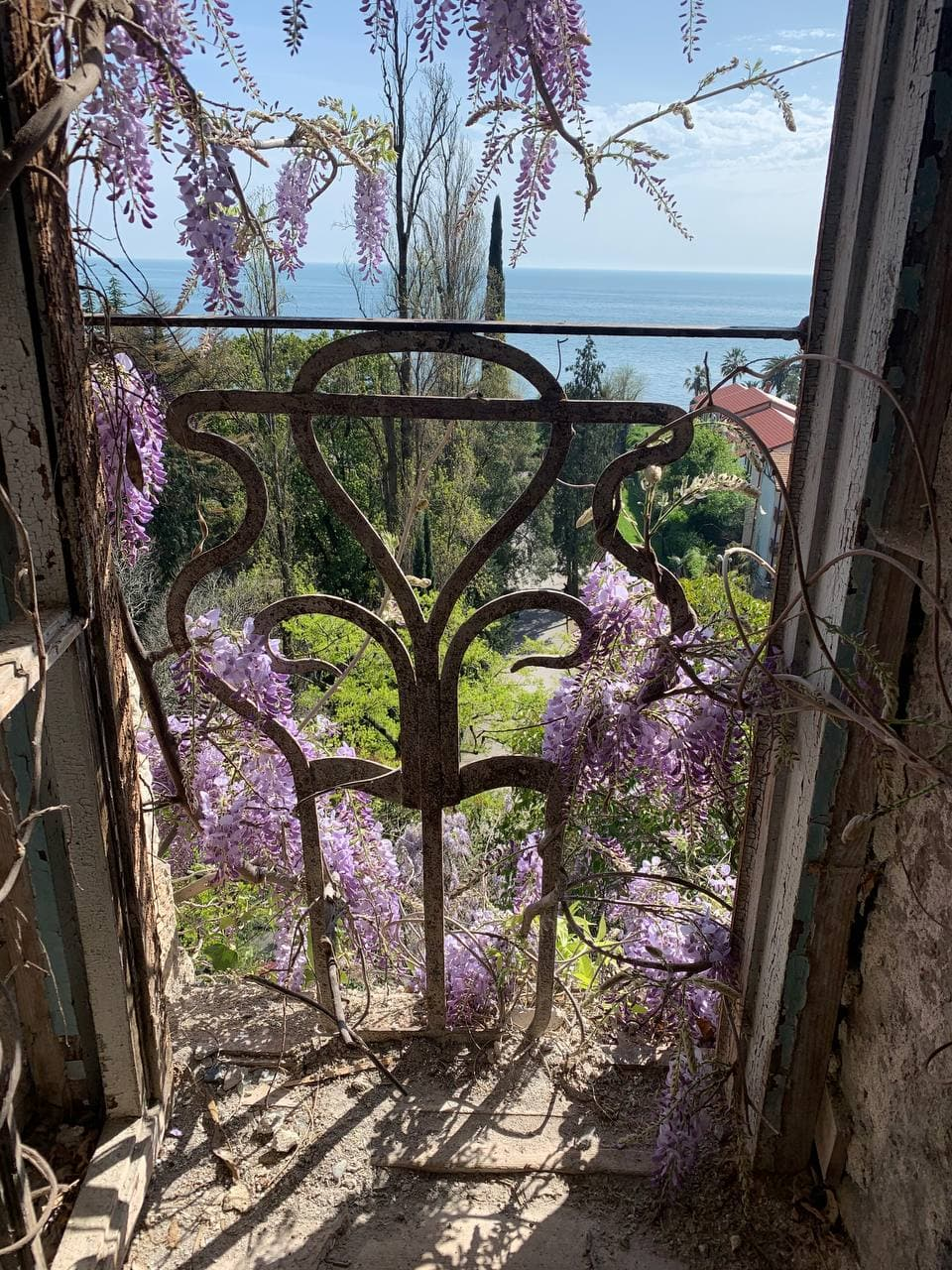

Реставрация идёт и по сей день. На 15.09.2022г.

## Архитектура
Дворец примечателен текучими формами и яркими деталями: крыша из красной черепицы, колоритные балконы, замысловатой формы окна. Над главным фасадом выступает Башня сокольничего, возведенная специально по указанию принца, увлекавшегося соколиной охотой. В изящном здании с полукруглым центральным фронтоном, ажурными балконами, красной черепичной кровлей.

Утопающее в роскошном саду с бассейнами, скульптурами, фонтанами, высокими арочными воротами

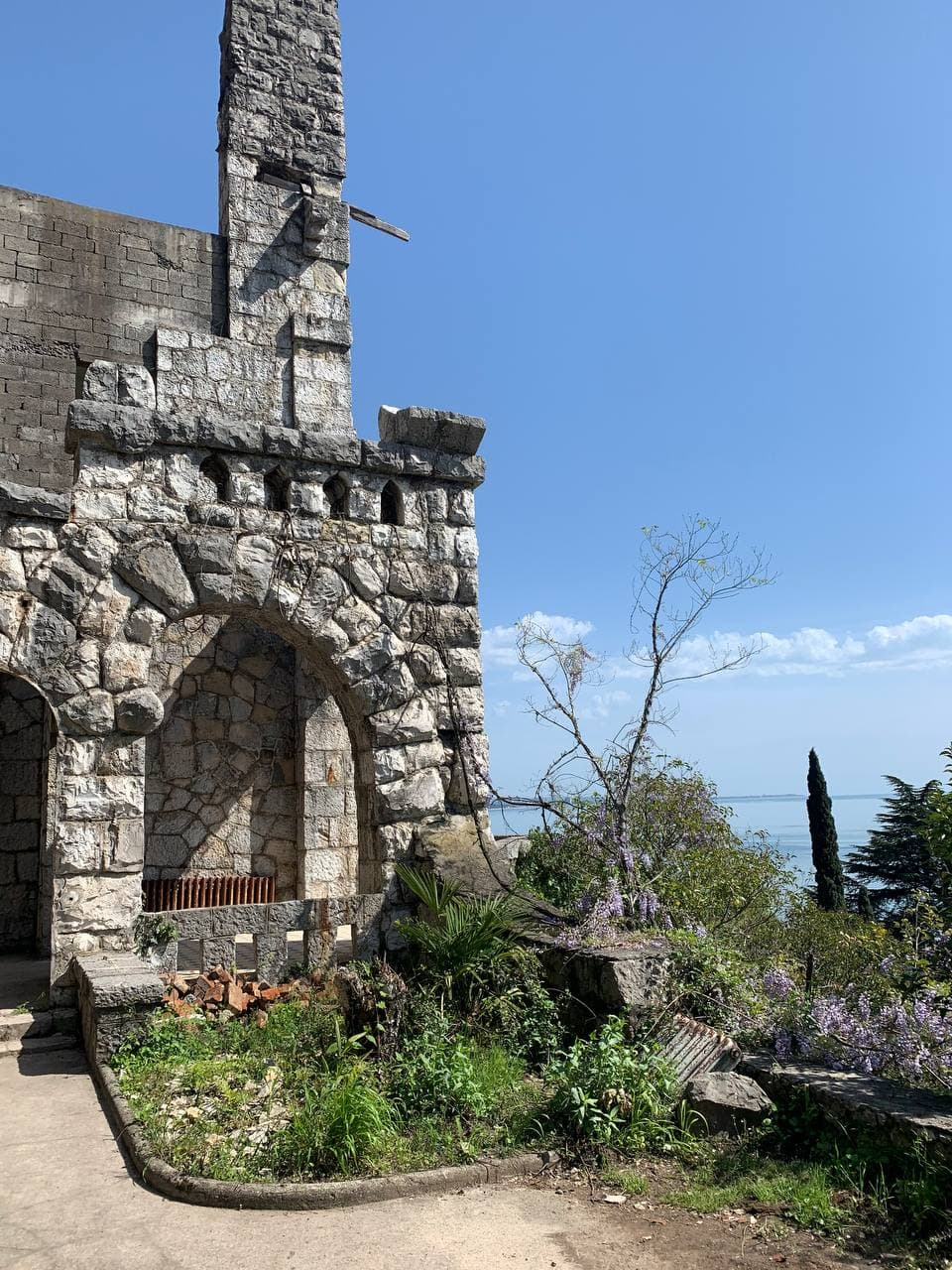
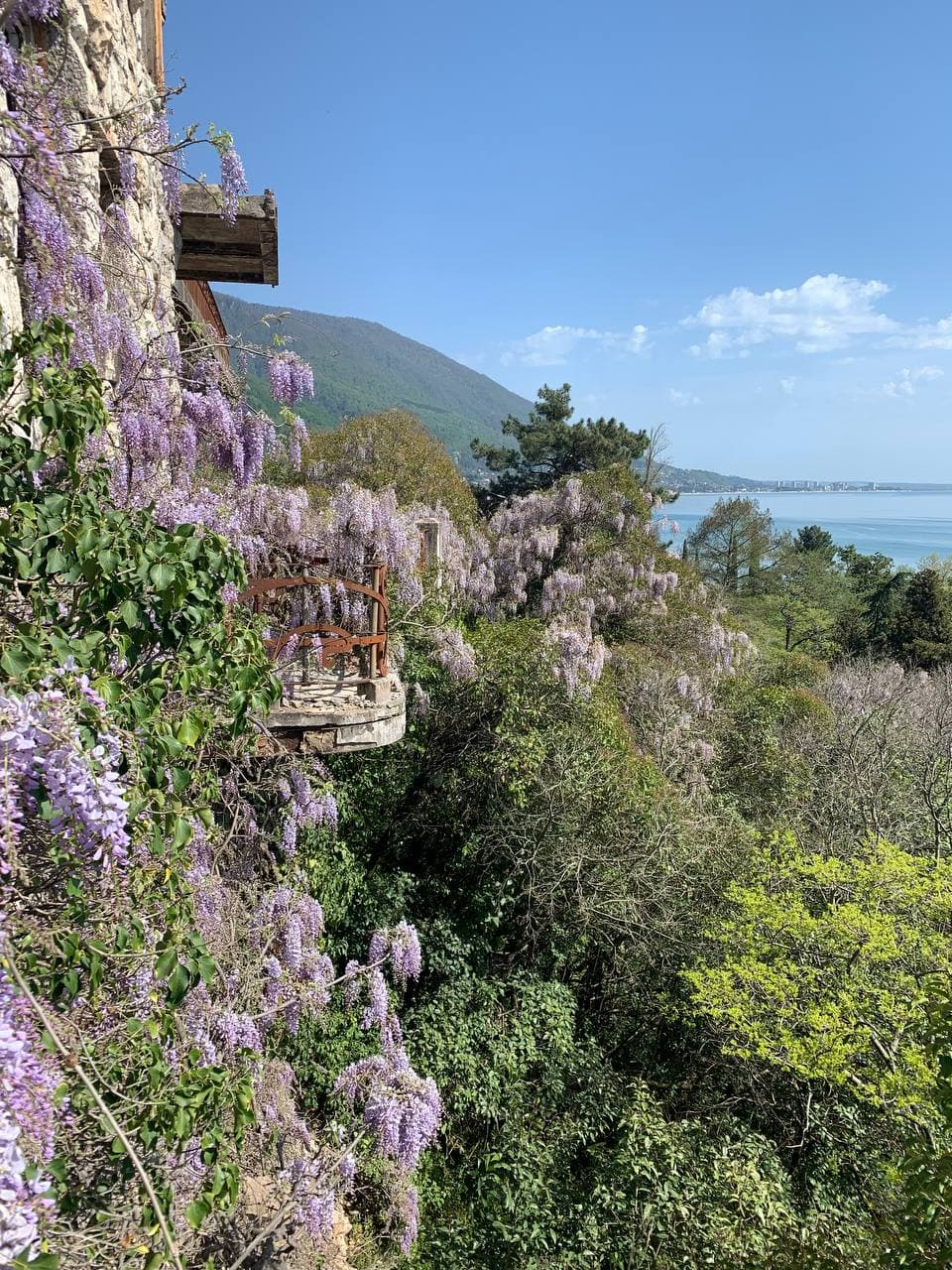
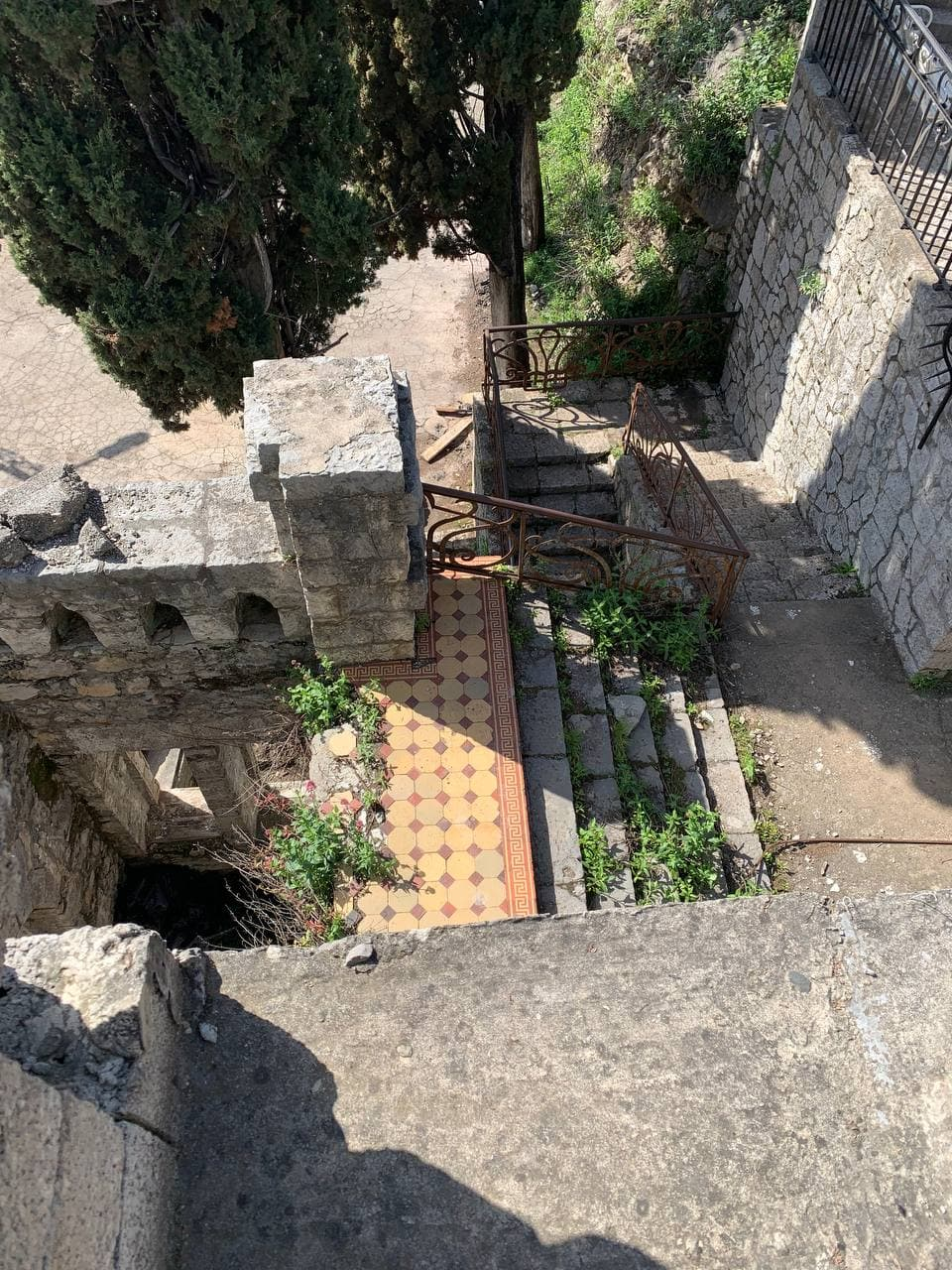
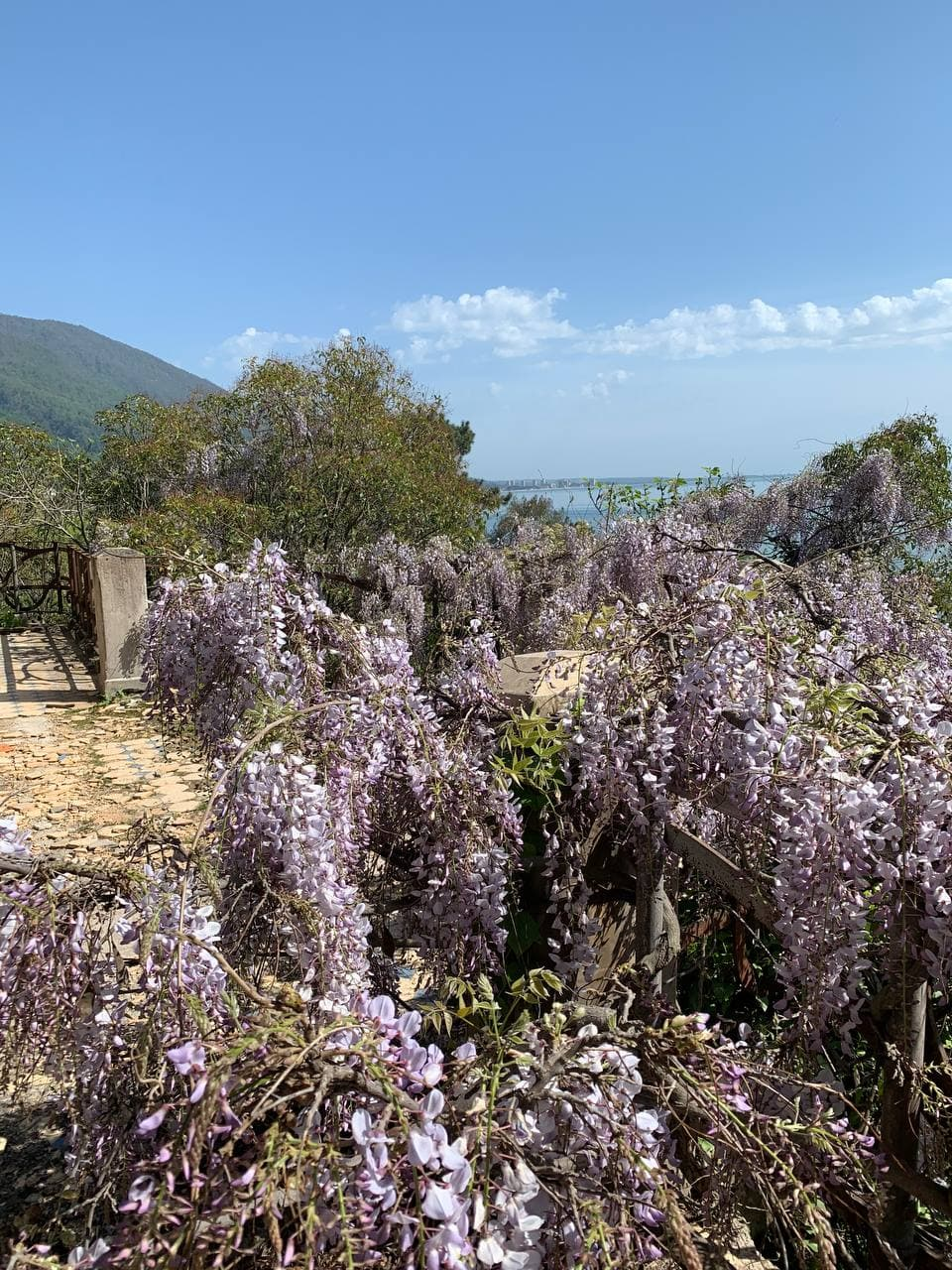
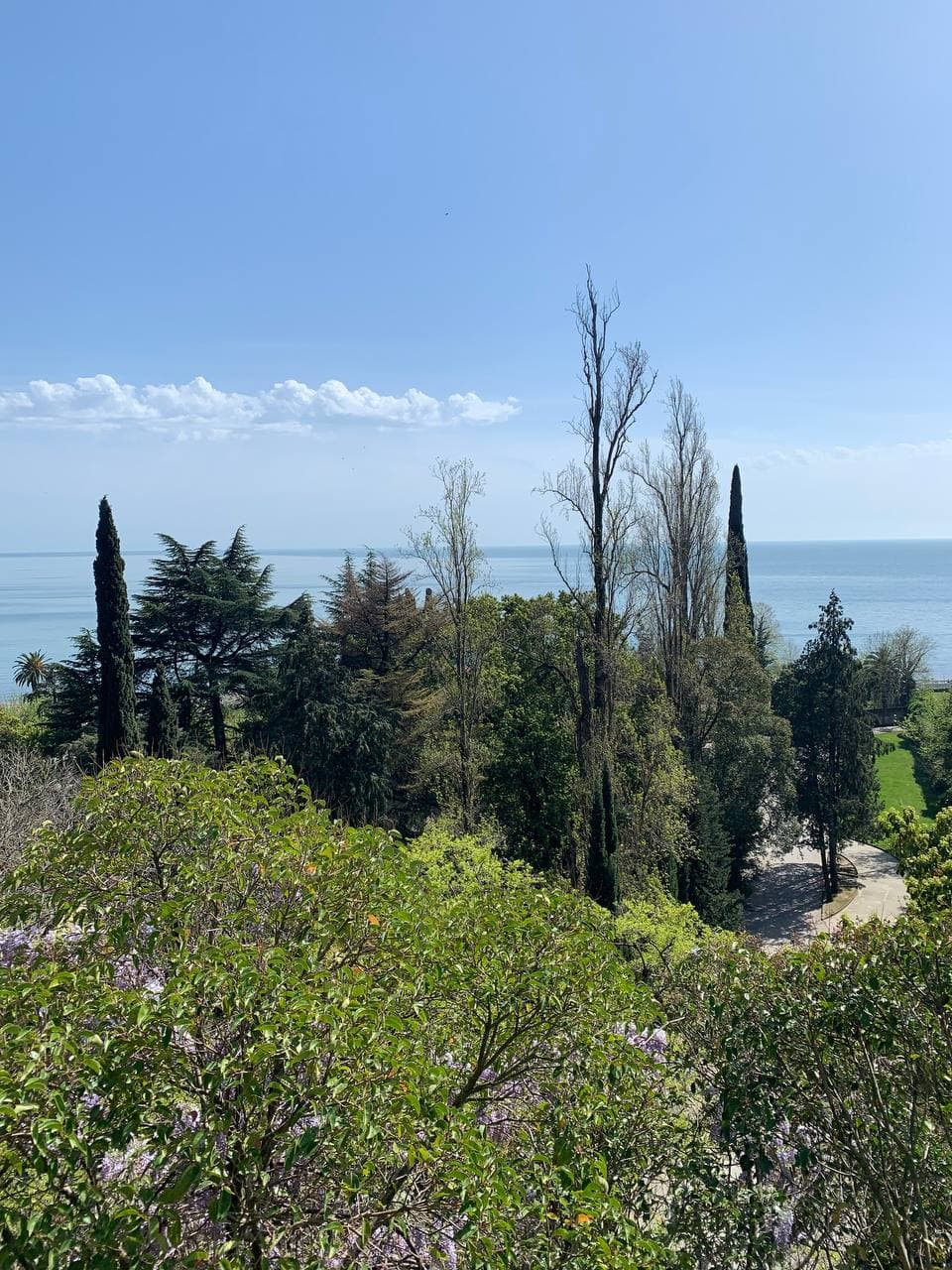